# 多物种溯祖过程
多物种溯祖过程（英語：Multispecies Coalescent Process；常简称为“MSC”）是一个演化生物学中的随机过程模型，用于描述多个物种间DNA序列样本的谱系关系。  它代表了溯祖理论在多物种情形中的应用。单个基因的演化关系（基因树）常常不同于物种整体的演化历史（物种树），因此该过程对于系统发育学的理论与实践 以及理解基因组演化具有重要意义。
基因树和物种树皆为假设演化过程呈二叉树状的示意图。基因树用于描述无重组基因座序列样本之间的演化关系，而物种树则描述物种之间的整体演化关系。不完全谱系分选、基因水平转移等分子演化机制都可能导致基因树与物种树出现不一致，而多物种共祖模型作为一种推断物种系统发育关系的方法框架，可在考虑到基因-物种树冲突以及祖征多态性的同时推断物种树，因而被认为是系统基因组学的一种重要方法。
除了估算物种树之外，多物种溯祖模型结合基因组数据还可以解决许多生物学问题，例如推断物种分歧时间、祖先物种的种群规模、物种界定以及跨物种基因流动。 